# 孟伟哉
孟伟哉（1933年12月—2015年2月26日），笔名小剑，男，山西洪洞人，中国作家、画家。曾任中共中央宣传部文艺局局长，中华人民共和国新闻出版署专员，人民美术出版社社长，中国文学艺术界联合会秘书长。

## 生平
孟伟哉1933年12月生于山西省洪洞县，1953年4月加入中国共产党。
2015年2月26日在北京去世。